# Выдрино (Иркутская область)
Вы́дрино — село в Чунском районе Иркутской области России. Входит в состав Бунбуйского сельского поселения.

## География
Село находится на расстоянии примерно 91 км к северо-западу от Чунского, административного центра района.

## Население
| 2002 | 2010 | 2011 | 2012 |
| ---- | ---- | ---- | ---- |
| 190  | ↘68  | →68  | ↘64  |

### Половой состав
По данным Всероссийской переписи, в 2010 году в селе проживало 68 человек (39 мужчин и 29 женщин).

## Улицы
| - ул. Выдринская, - ул. Зелёная, | - ул. Советская, - пер. Школьный. |